# LZ-30
De LZ-30 is een verkeersweg op het Spaanse eiland Lanzarote. De weg loopt in het binnenland vanaf de LZ-2 bij Uga naar Teguise. 
De weg gaat langs het Monumento al Campesino alwaar het de LZ-20 met een rotonde kruist.